# Ninoslav Radovanović
Pour les articles homonymes, voir Radovanović.
Ninoslav Radovanović (en serbe cyrillique : Нинослав Радовановић ; né le 6 mai 1940 à Niš) est un médecin et un chirurgien serbe. Il est membre de l'Académie serbe des sciences et des arts et membre de la Section de Novi Sad de l'Académie serbe des sciences et des arts.

## Biographie
Né à Niš, Ninoslav Radovanović effectue ses études élémentaires et secondaires dans sa ville natale puis il suit les cours de la Faculté de médecine de l'université de Belgrade, où il obtient un diplôme en 1965 ; il effectue son stage médical obligatoire dans les cliniques de la Faculté de médecine puis, à partir de 1967, il pratique la chirurgie générale en Suisse à l'Hôpital intercantonal de Payerne. En 1970, après trois ans de chirurgie générale, il se spécialise en chirurgie cardiaque à la Clinique universitaire de chirurgie cardiovasculaire de l'Hôpital cantonal de Genève avec le professeur Charles Hahn. Il effectue ses études postdoctorales en Suisse, aux États-Unis et en France.
Ninoslav Radovanović a notamment travaillé à l'Académie de médecine militaire de Belgrade (1982-1984) ; il a fondé et dirigé la Clinique de chirurgie cardiaque de l'Institut des maladies cardiovasculaires de Voïvodine à Sremska Kamenica (1982-2006) ; il a été directeur de cet institut de 2000 à 2006.
En tant qu'enseignant, il a été professeur invité à la Faculté de médecine de l'université de Sarajevo (1978-1989), professeur titulaire à la Faculté de médecine de l'université de Novi Sad (1979-2005) et, à partir de 2005, professeur titulaire à l'US Medical School de Belgrade.
En 2003, Ninoslav Radovanović a été élu membre correspondant de l'Académie serbe des sciences et des arts et, en 2009, membre titulaire de cette académie.